# Bataille de Jibrieni
Front de l'Est (Seconde Guerre mondiale)
Batailles
- Constanța
- 26 juin 1941
- 9 juillet 1941
- München
- Odessa
- Crimée (1941)
- 6 décembre 1941
- Jibrieni
- Cap Burnas
- Kertch-Eltigen
- Crimée (1944)

- Raids soviétiques de surface
- Opérations navales roumaines

Campagnes sous-marines
- 1941
- 1942
- 1943
- 1944

La bataille navale de Jibrieni est l'attaque d'un sous-marin soviétique sur un convoi de l'Axe et ses escortes au large du village roumain de Jibrieni (dans le Bugeac, aujourd'hui Prymorske en Ukraine). Cette action de la campagne de la mer Noire durant la Seconde Guerre mondiale a eu lieu le 17 décembre 1941. L'engagement s'est terminé par le naufrage du sous-marin d'attaque soviétique.

## Bataille
Le 17 décembre 1941, sortant du bras de Chilia, un convoi de l'Axe passe au large du village de pêcheurs de Jibrieni, dans le golfe homonyme (aujourd'hui Zhebryanskaya zatoka en Ukraine). Le convoi est composé des cargos hongrois Kassa et Kolozsvár et du cargo bulgare Tzar Ferdinand. Les trois navires sont escortés par les destroyers roumains Regele Ferdinand et Regina Maria, les canonnières roumaines Eugen Stihi et Ion Ghiculescu et les torpilleurs roumains Sborul et Smeul. 
Deux torpilles lancées par un sous-marin soviétique à l'affut dans le golfe, manquent la poupe et la proue du destroyer roumain Regele Ferdinand d'environ 10 mètres chacune. Regele Ferdinand se précipite aussitôt vers la position d'où les torpilles ont été lancées, et largue trois séries de charges profondes. Entre le deuxième et le troisième largage, du carburant et des bulles d'air émergent en surface. Regele Ferdinand largue quatre autres charges de profondeur : davantage de carburant émerge ainsi que des morceaux de bois, mais aucun homme. Regele Ferdinand signale le naufrage d'un sous-marin, confirmé par l'amirauté roumaine,.

## Identité du sous-marin coulé
Après la guerre, l'identité du sous-marin soviétique de classe « M » est donnée par les sources soviétiques comme le M-59 : il entre sous ce nom dans le décompte des réparations dues par la Roumanie à l'URSS au traité de paix de Paris (1947). Au XXIe siècle, d'autres sources russes affirment que le M-59 n'a pas pu être coulé par le Regele Ferdinand car lors de sa dernière patrouille, il n'avait pas assez de carburant pour opérer au-delà du 8 décembre et n'a donc pas pu être impliqué dans la bataille navale de Jibrieni le 17 décembre. Si le M-59 n'est jamais rentré à sa base, c'est qu'il a probablement heurté, fin octobre ou début novembre, un champ de mines posé au large de Constanza par les mouilleurs de mines roumains Amiral Murgescu, Dacia et Regele Carol I. Toutefois les sources russes modernes n'indiquent pas quel autre sous-marin a pu être victime des charges profondes roumaines. La profondeur du golfe de Jibrieni n'excédant pas 25 mètres, l'épave du sous-marin inconnu coulé le 17 décembre doit toujours s'y trouver, mais il est possible que depuis 1941, elle ait été profondément envasée par les alluvions du bras de Chilia.

### Articles externes
- (ru) Flotte de la mer Noire
- (en) Romanian Armed Forces in the Second World War